# Lars Ole, 5c
Lars Ole, 5c er dansk dramafilm fra 1973, skrevet og instrueret af Nils Malmros. Filmen modtog en Bodil for bedste danske film i 1975.

## Handling
En skildring af børn i en 5. klasse på en aarhusiansk kommuneskole i halvtredserne. Med drengen Lars Ole som hovedperson oplever man klikedannelsen, de sociale forskelle eleverne imellem og pubertetsdrengenes interesse for pigerne. Lars Ole er forelsket i en pige, der imidlertid kommer sammen med den dominerende dreng fra en anden klike.